# Västra Tjålmejaure (Arjeplogs socken, Lappland)
Västra Tjålmejaure är en sjö i Arjeplogs kommun i Lappland och ingår i Umeälvens huvudavrinningsområde. Sjön har en area på 3,75 kvadratkilometer och ligger 741,4 meter över havet. Västra Tjålmejaure ligger i Laisälven Natura 2000-område.

## Delavrinningsområde
Västra Tjålmejaure ingår i det delavrinningsområde (734903-151380) som SMHI kallar för Utloppet av Västra Tjålmejaure. Medelhöjden är 848 meter över havet och ytan är 24,89 kvadratkilometer. Räknas de 11 avrinningsområdena uppströms in blir den ackumulerade arean 213,42 kvadratkilometer. Barasjåkkå som avvattnar avrinningsområdet har biflödesordning 4, vilket innebär att vattnet flödar genom totalt 4 vattendrag innan det når havet efter 472 kilometer. Avrinningsområdet består mestadels av kalfjäll (80 procent). Avrinningsområdet har 3,76 kvadratkilometer vattenytor vilket ger det en sjöprocent på 15,1 procent.